# Fenioux (Deux-Sèvres)
Fenioux település Franciaországban, Deux-Sèvres megyében. Lakosainak száma 643 fő (2022. január 1.). Fenioux Ardin, Béceleuf, Pamplie, Puihardy, Le Retail, Secondigny, Xaintray és Beugnon-Thireuil községekkel határos.

## Népesség
A település népességének változása:
| Lakosok száma | 663  | 657  | 665  | 644  | 637  | 628  | 633  | 638  | 643  |
|               | 2013 | 2015 | 2016 | 2017 | 2018 | 2019 | 2020 | 2021 | 2022 |